# Akysis ephippifer
''''' és una espècie de peix de la família dels akísids i de l'ordre dels siluriformes.

## Morfologia
- Els mascles poden assolir els 2,9 cm de llargària total.
- Nombre de vèrtebres: 33.[1]

## Distribució geogràfica
Es troba a Àsia: conca del riu Mekong.